# Sentii come la vosa la sirena/Canto di carcerati calabresi
Senti come la vosa la sirena/Canto di carcerati calabresi è il primo singolo della cantante italiana Ornella Vanoni, pubblicato nel 1958.

## Descrizione
Sentii come la vosa la sirena è stata scritta da Fo e Fiorenzo Carpi, mentre Canto di carcerati calabresi è un brano tradizionale rielaborato da Gino Negri. Entrambe le canzoni, che fanno parte del periodo delle canzoni della mala, furono inserite nel primo EP inciso dalla Vanoni, intitolato Le canzoni della malavita, pubblicato a ottobre 1958, mentre tre anni dopo furono inserite nel primo album omonimo della cantante
Sentii come la vosa la sirena, in milanese, racconta la morte del compagno di una donna, un pregiudicato tradito da un amico, in uno scontro con la polizia, mentre Canto di carcerati calabresi è il lamento di un uomo che racconta la sua dura vita di carcerato.

## Tracce
Lato A
1. Sentii come la vosa la sirena (testo: Dario Fo – musica: Fiorenzo Carpi)

Lato B
1. Canto di carcerati calabresi (testo: tradizionale – musica: Gino Negri)